# 蓼科有料道路
蓼科有料道路（たてしなゆうりょうどうろ）は、長野県茅野市街地から蓼科高原、白樺湖方面への観光アクセスの向上を目的として建設された有料道路（現在は無料）である。ビーナスラインの一部を構成する道路でもある。長野県企業局が、全国で初めて地方公営企業として整備した有料道路であった。起点の茅野市本町西から同市米沢塩沢区までの区間は俗に諏訪鉄山鉄道と呼ばれた日本鋼管鉱業諏訪鉱業所茅野駅専用側線の路盤を転用した市道を拡幅・転用したものである。

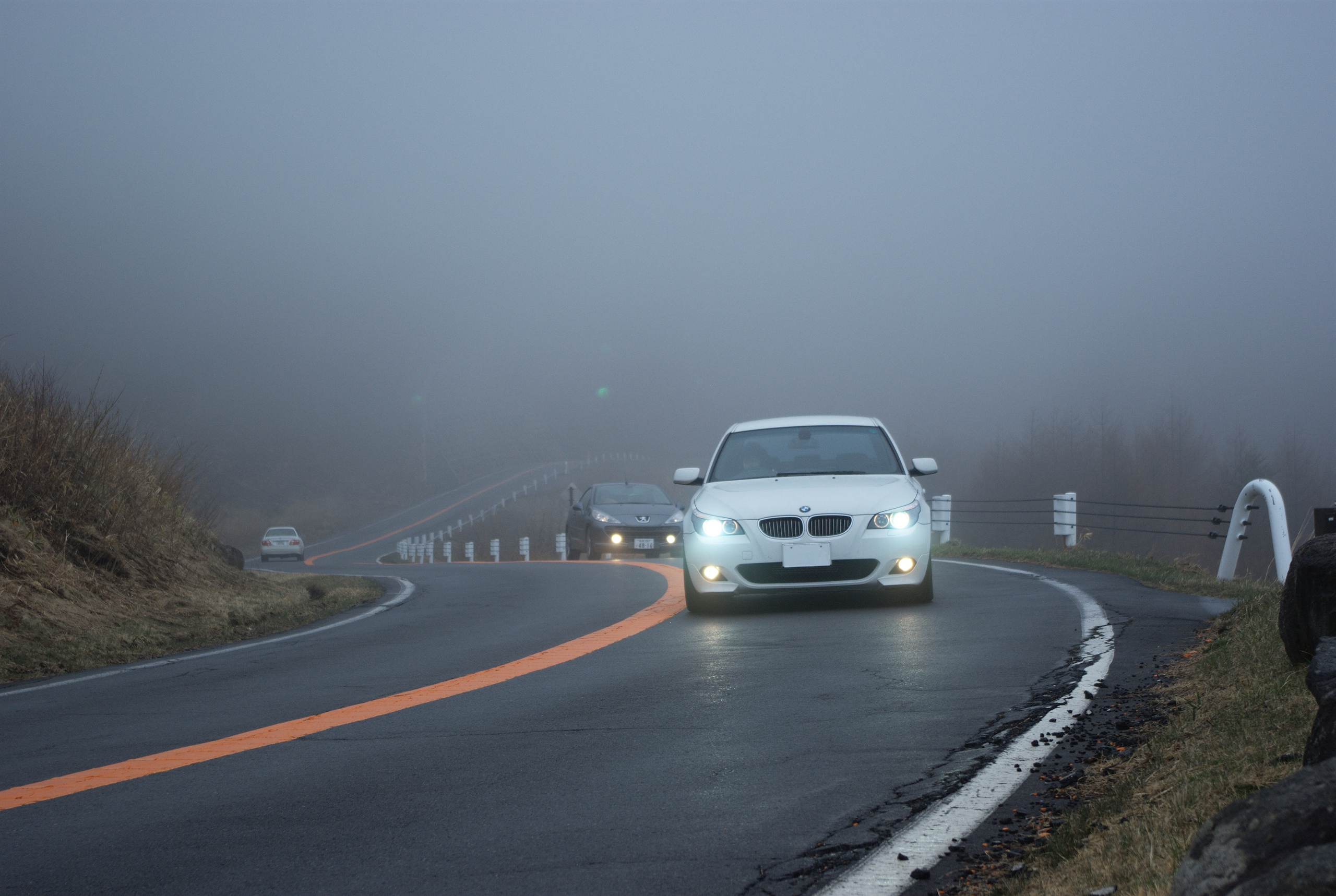
ビーナスライン長野県道40号諏訪白樺湖小諸線

## 概要
- 起点：長野県茅野市本町西
- 終点：長野県北佐久郡立科町芦田八ヶ野
- 全長：35.2km
- 幅員：5.5m
- 適用法律：道路整備特別措置法
- 建設事業費：13億9200万円

## 沿革
- 1961年11月 - 長野県企業局により茅野 - 蓼科湖建設開始
- 1963年5月15日 - 茅野 - 蓼科湖供用開始
- 1964年2月 - 蓼科湖 - 白樺湖建設開始
- 1967年7月25日 - 全線供用開始
- 1986年4月1日 - 無料開放

## 通行料金
- 茅野 - 蓼科湖 - 普通車350円・二輪車250円・大型車550円・特大車1250円・原付50円
- 蓼科湖 - 白樺湖 - 普通車350円・二輪車250円・大型車550円・特大車1250円・原付50円

（1986年1月当時)

## 現在構成している路線
- 国道299号
- 長野県道192号茅野停車場八子ヶ峰公園線
- 長野県道40号諏訪白樺湖小諸線